# Хромосфера

Солнечное затмение 1999 года. Хромосфера видна в виде тонкой розовой полоски вокруг диска Луны.

Хромосфера (от др.-греч. χρομα — цвет; σφαίρα — шар, сфера) — внешняя оболочка Солнца и других звёзд толщиной около 10 000 км, окружающая фотосферу.

## Хромосфера Солнца
Происхождение названия этой части солнечной атмосферы связано с её красноватым цветом, вызванным тем, что в её видимом спектре доминирует красная Hα (H-альфа) линия излучения водорода. Верхняя граница хромосферы не имеет выраженной гладкой поверхности, из неё постоянно происходят горячие выбросы, называемые спикулами (из-за этого в конце XIX века итальянский астроном Анджело Секки, наблюдая хромосферу в телескоп, сравнил её с горящими прериями). Температура хромосферы увеличивается с высотой от 4000 до 15 000 градусов. Хромосферу принято разделять на две зоны:
- нижняя хромосфера — простирается примерно до 1500 км, состоит из нейтрального водорода, в её спектре содержится большое количество слабых спектральных линий;
- верхняя хромосфера — сформирована из отдельных спикул, выбрасываемых из нижней хромосферы на высоту до 10 000 км и разделённых более разреженным газом. Температура её выше, чем у нижней хромосферы, водород находится преимущественно в ионизованном состоянии, в спектре видны линии водорода, гелия и кальция.

Плотность хромосферы Солнца невелика, поэтому яркость её недостаточна, чтобы наблюдать её в обычных условиях. Но при полном солнечном затмении, когда Луна закрывает яркую фотосферу, расположенная над ней хромосфера становится видимой. Её также можно наблюдать в любое время с помощью специальных узкополосных оптических фильтров.

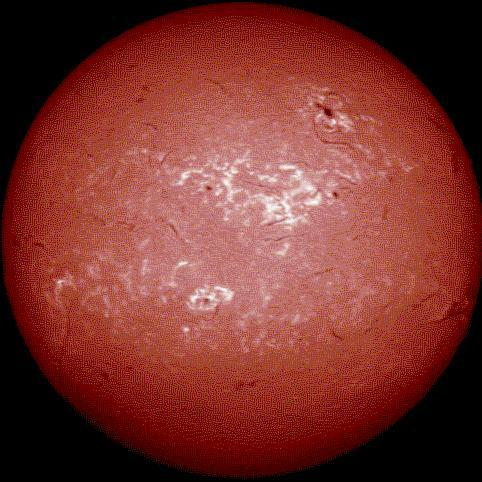
Изображение Солнца, полученное при наблюдении
в телескоп с фильтром H_{α},
отчётливо показывает его хромосферу.
(C) NASA.

Для наблюдения различных структур, специфических для хромосферы Солнца лучше всего подходит фильтр, выделяющий излучение в какой-то яркой хромосферной линии, то есть с длиной волны, на которую приходится значительная часть излучаемого (или поглощаемого для линий поглощения) хромосферой света. Как уже указано, это в первую очередь красная линия H-альфа (Hα) из серии Бальмера с длиной волны 656,3 нм, снимок Солнца в которой получается красноватым. Также широко используются фильтры двух фиолетовых фраунгоферовых линий ионизованного кальция, снимок Солнца в свете каждой из них получается синеватым: линия Ca II K (393,4 нм) и линия Ca II H (396,8 нм). Основные хромосферные структуры, которые видны в этих линиях, это:592-593:
- Хромосферная сетка, покрывающая всю поверхность Солнца и состоящая из линий, окружающих ячейки супергрануляции размером до 30 тысяч км в поперечнике. Она лучше всего видна в линии Hα и Ca II K[2].
- Флоккулы, светлые облакоподобные образования, чаще всего приуроченные к районам с сильными магнитными полями — активным областям, часто окружают солнечные пятна. Лучше всего видны в линии Hα.
- Волокна и волоконца (фибриллы) — тёмные линии различной ширины и протяжённости, как и флоккулы, часто встречаются в активных областях и лучше всего видны в линии Hα.

## Хромосферы звёзд
Хромосферы существуют не только у Солнца, но и у других звёзд, однако их исследование сопряжено со значительно большими трудностями, чем для хромосферы Солнца.